# Stictoleptura trisignata
Stictoleptura trisignata är en skalbaggsart som först beskrevs av Leon Fairmaire 1852.  Stictoleptura trisignata ingår i släktet Stictoleptura och familjen långhorningar.
Artens utbredningsområde är:
- Frankrike.
- Portugal.

Inga underarter finns listade i Catalogue of Life.